# Scolopendridae
Famille
Les Scolopendridae sont une famille de myriapodes chilopodes.

## Description
Le corps est segmenté avec deux pattes par segment et la dernière paire de pattes postérieure est plus longue. Les segments qui portent les pattes sont au nombre de 21 ou 23. Les pattes postérieures sont épaissies. Le premier ou le second article est épineux.

## Systématique
La famille Scolopendridae a été initialement nommée Scolopendrides par le zoologiste britannique William Elford Leach,,, en 1814,,.
Certains auteurs peuvent ne pas reconnaître cette synonymie et considèrent que la paternité de cette sous-famille revient à George Newport (Scolopendridae Newport, 1844),,,,.

### Publication originale
- Leach, W. E. 1814 [1816]. A tabular view of the external characters of four classes of animals, which Linné arranged under Insecta; with the distribution of the genera composing three of these classes into orders, etc. and descriptions of several new genera. Transactions of the Linnean Society of London, 11(2): 306–400. (BHL) (Scolopendrides p. 381)

## Liste des genres
Selon ChiloBase :
- Akymnopellis Shelley, 2008
- Alipes Imhoff, 1854
- Alluropus Silvestri, 1911
- Arthrorhabdus Pocock, 1891
- Asanada Meinert, 1886
- Asanadopsis Würmli, 1972
- Campylostigmus Ribaut, 1923
- Collaria Porat, 1876
- Cormocephalus Newport, 1844
- Digitipes Attems, 1930
- Edentistoma Tömösváry, 1882
- Ethmostigmus Pocock, 1898
- Eurylithobius Butler, 1876
- Hemiscolopendra Kraepelin, 1903
- Notiasemus L. E. Koch, 1985
- Otostigmus Porat, 1876
- Psiloscolopendra Kraepelin, 1903
- Rhoda Meinert, 1886
- Rhysida Wood, 1862
- Scolopendra Linnaeus, 1758
- Scolopendropsis Brandt, 1841
- Sterropristes Attems, 1934